# Богодинц (Караш-Северин)
Богодинц (рум. Bogodinț) насеље је у Румунији у округу Караш-Северин у општини Саска Монтана. Oпштина се налази на надморској висини од 145 m.

## Прошлост
По "Румунској енциклопедији" место се први пут помиње 1690. године. Године 1717. у насељу је пописано 34 куће. Убрзо је извршена колонизација Немаца, који су се одселили након аустријско-турског рата 1738. године. Насељене су 1772. године 99 породица Румуна.
Аустријски царски ревизор Ерлер је констатовао 1774. године да место припада Илидијском округу, Новопаланачког дистрикта. Становништво је било претежно влашко.
Вероисповедна школа је отворена 1776. године а православни храм подигнут 1781. године.

## Становништво
Према подацима из 2002. године у насељу је живело 192 становника, од којих су сви румунске националности.